# Salisbury steak

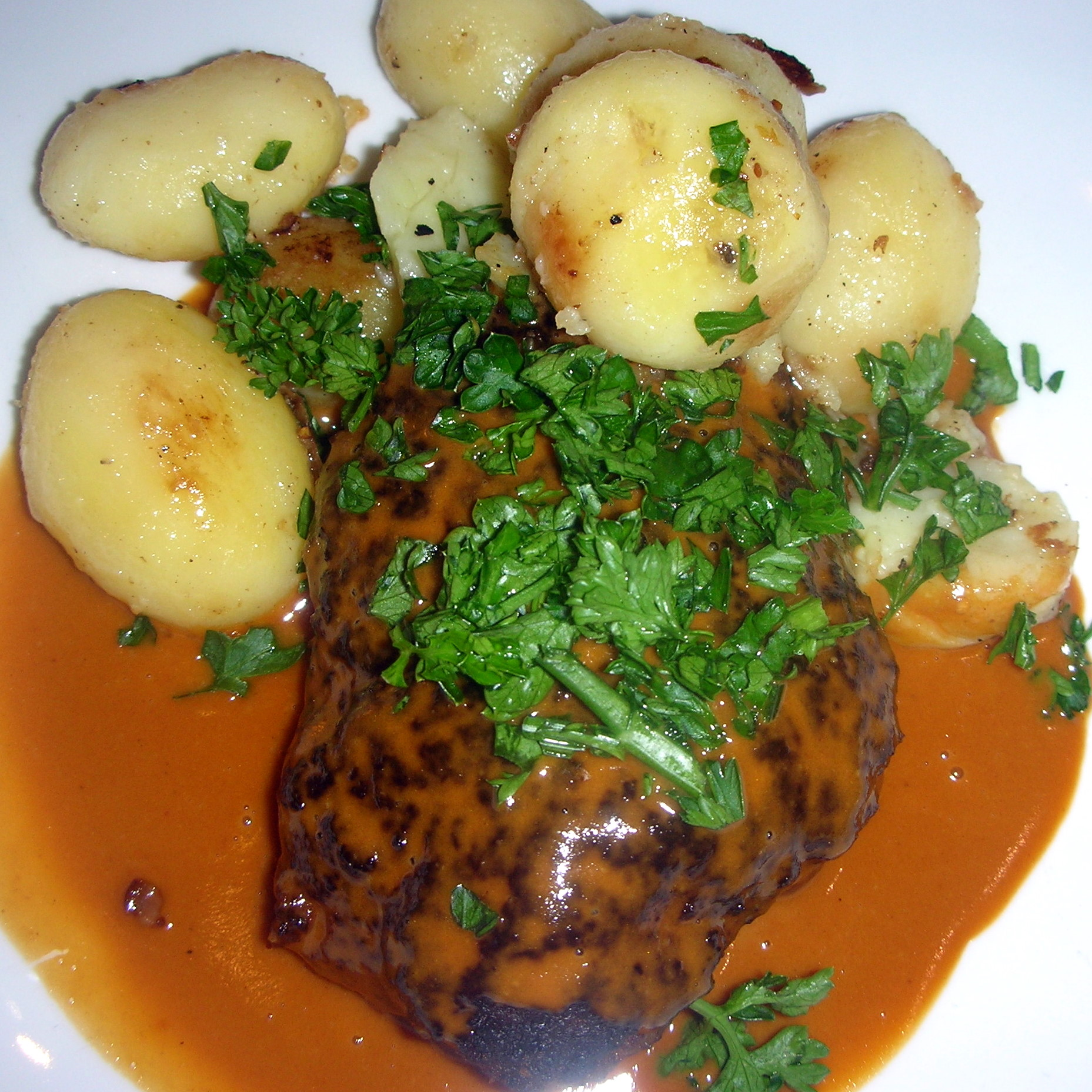

Salisbury steak is een gerecht dat bestaat uit gehakt, dat zo wordt gevormd dat het lijkt op een biefstuk. Salisbury steak wordt meestal geserveerd met jus. 
Salisbury steak is uitgevonden door een Amerikaanse arts, Dr. J.H. Salisbury (1823–1905), en de term "Salisbury steak" werd gebruikt in de VS vanaf 1897. Het is een populair gerecht in de VS, waar het wordt geserveerd met jus, aardappelpuree of noedels. Het gerecht wordt altijd beschouwd als 'volks' of vlees voor lagere sociale klassen. Het is een populair gerecht voor gezinnen met lage inkomens.